# Савкино (Ленский район)
Савкино — опустевший поселок в Ленском районе Архангельской области. Входит в состав Сафроновского сельского поселения.

## География
Находится в юго-восточной части Архангельской области на расстоянии приблизительно 13 км на запад-северо-запад по прямой от административного центра района села Яренск на левом берегу реки Яренга.

## История
Упоминался уже только в 1969 году как деревня Тохтинского сельсовета.

## Население
Численность населения не была учтена как в 2002 году, так и в 2010.